# Driedaagse van De Panne-Koksijde 2015
De 39e editie van de wielerwedstrijd Driedaagse van De Panne-Koksijde vond in 2015 plaats van 31 maart tot en met 2 april. De start en finish vonden plaats in De Panne. De ronde maakte deel uit van de UCI Europe Tour 2015, in de categorie 2.HC. In 2014 won de Belg Guillaume Van Keirsbulck. Deze editie werd gewonnen door de Noor Alexander Kristoff, die drie van de vier etappes won.

## Deelnemende ploegen
| WorldTour           | ProContinentaal             | Continentaal                  |
| ------------------- | --------------------------- | ----------------------------- |
| Etixx-Quick Step    | Topsport Vlaanderen-Baloise | 3M                            |
| Lotto Soudal        | Wanty-Groupe Gobert         | Vastgoedservice-Golden Palace |
| Astana              | Androni Giocattoli          | Wallonie-Bruxelles            |
| BMC Racing Team     | Bardiani CSF                |                               |
| FDJ                 | Bora-Argon 18               |                               |
| Katjoesja           | Cult Energy                 |                               |
| Lampre-Merida       | Europcar                    |                               |
| Movistar            | MTN-Qhubeka                 |                               |
| Orica-GreenEdge     | Nippo-Vini Fantini          |                               |
| Team Sky            | Roompot Oranje Peloton      |                               |
| Trek Factory Racing | Southeast                   |                               |

## Etappe-overzicht
| etappe | datum    | start    | finish   | type                | afstand  | winnaar            | leider             |
| ------ | -------- | -------- | -------- | ------------------- | -------- | ------------------ | ------------------ |
| 1e     | 31 maart | De Panne | Zottegem | Vlakke rit          | 201,6 km | Alexander Kristoff | Alexander Kristoff |
| 2e     | 1 april  | Zottegem | Koksijde | Vlakke rit          | 217,2 km | Alexander Kristoff | Alexander Kristoff |
| 3e (a) | 2 april  | De Panne | De Panne | Vlakke rit          | 111,4 km | Alexander Kristoff | Alexander Kristoff |
| 3e (b) | 2 april  | De Panne | De Panne | Individuele tijdrit | 14,2 km  | Bradley Wiggins    | Alexander Kristoff |

## Etappe-uitslagen

### 1e etappe
| De Panne – Zottegem (201,6 km) |                    |                        |          |
| Plaats                         | Naam               | Ploeg                  | Tijd     |
| Winnaar                        | Alexander Kristoff | Katjoesja              | 3u59'31" |
| 2                              | Jens Debusschere   | Lotto Soudal           | z.t.     |
| 3                              | Stijn Devolder     | Trek Factory Racing    | z.t.     |
| 4                              | Sean De Bie        | Lotto Soudal           | z.t.     |
| 5                              | Lars Bak           | Lotto Soudal           | z.t.     |
| 6                              | Sven Erik Bystrøm  | Katjoesja              | + 6"     |
| 7                              | Stefan Küng        | BMC Racing Team        | + 32"    |
| 8                              | Arnaud Démare      | FDJ                    | + 34"    |
| 9                              | Sacha Modolo       | Lampre-Merida          | z.t.     |
| 10                             | Kristian Sbaragli  | MTN-Qhubeka            | z.t.     |
|                                |                    |                        |          |
| 11                             | Raymond Kreder     | Roompot Oranje Peloton | z.t.     |

| Algemeen klassement |                    |                        |          |
| Plaats              | Naam               | Ploeg                  | Tijd     |
| Witte trui          | Alexander Kristoff | Katjoesja              | 3u59'21" |
| 2                   | Jens Debusschere   | Lotto Soudal           | + 2"     |
| 3                   | Stijn Devolder     | Trek Factory Racing    | + 6"     |
| 4                   | Lars Bak           | Lotto Soudal           | + 7"     |
| 5                   | Sean De Bie        | Lotto Soudal           | + 10"    |
| 6                   | Sven Erik Bystrøm  | Katjoesja              | + 16"    |
| 7                   | Stefan Küng        | BMC Racing Team        | + 42"    |
| 8                   | Arnaud Démare      | FDJ                    | + 44"    |
| 9                   | Sacha Modolo       | Lampre-Merida          | z.t.     |
| 10                  | Kristian Sbaragli  | MTN-Qhubeka            | z.t.     |
|                     |                    |                        |          |
| 11                  | Raymond Kreder     | Roompot Oranje Peloton | z.t.     |

### 2e etappe
| Zottegem – Koksijde (217,2 km) |                    |                        |          |
| Plaats                         | Naam               | Ploeg                  | Tijd     |
| Winnaar                        | Alexander Kristoff | Katjoesja              | 5u33'32" |
| 2                              | Elia Viviani       | Team Sky               | z.t.     |
| 3                              | Shane Archbold     | Bora-Argon 18          | z.t.     |
| 4                              | Antoine Demoitié   | Wallonie-Bruxelles     | z.t.     |
| 5                              | Sacha Modolo       | Lampre-Merida          | z.t.     |
| 6                              | Kristian Sbaragli  | MTN-Qhubeka            | z.t.     |
| 7                              | Raymond Kreder     | Roompot Oranje Peloton | z.t.     |
| 8                              | Mark Renshaw       | Etixx-Quick Step       | z.t.     |
| 9                              | Magnus Cort        | Orica-GreenEdge        | z.t.     |
| 10                             | Rafael Andriato    | Southeast              | z.t.     |

| Algemeen klassement |                    |                               |          |
| Plaats              | Naam               | Ploeg                         | Tijd     |
| Witte trui          | Alexander Kristoff | Katjoesja                     | 9u32'43" |
| 2                   | Stijn Devolder     | Trek Factory Racing           | + 16"    |
| 3                   | Lars Bak           | Lotto Soudal                  | + 17"    |
| 4                   | Sean De Bie        | Lotto Soudal                  | + 20"    |
| 5                   | Sven Erik Bystrøm  | Katjoesja                     | + 26"    |
| 6                   | Elia Viviani       | Team Sky                      | + 48"    |
| 7                   | Gerry Druyts       | Vastgoedservice-Golden Palace | + 50"    |
| 8                   | Stefan Küng        | BMC Racing Team               | + 52"    |
| 9                   | Sacha Modolo       | Lampre-Merida                 | + 54"    |
| 10                  | Kristian Sbaragli  | MTN-Qhubeka                   | z.t.     |
|                     |                    |                               |          |
| 11                  | Raymond Kreder     | Roompot Oranje Peloton        | z.t.     |

### 3e etappe deel A
| De Panne – De Panne (111,4 km) |                    |                        |          |
| Plaats                         | Naam               | Ploeg                  | Tijd     |
| Winnaar                        | Alexander Kristoff | Katjoesja              | 2u28'26" |
| 2                              | André Greipel      | Lotto Soudal           | z.t.     |
| 3                              | Sacha Modolo       | Lampre-Merida          | z.t.     |
| 4                              | Andrea Guardini    | Astana                 | z.t.     |
| 5                              | Jakub Mareczko     | Southeast              | z.t.     |
| 6                              | Raymond Kreder     | Roompot Oranje Peloton | z.t.     |
| 7                              | Dylan Groenewegen  | Roompot Oranje Peloton | z.t.     |
| 8                              | Marc Sarreau       | FDJ                    | z.t.     |
| 9                              | Enrique Sanz       | Movistar               | z.t.     |
| 10                             | Antoine Demoitié   | Wallonie-Bruxelles     | z.t.     |

| Algemeen klassement |                    |                               |           |
| Plaats              | Naam               | Ploeg                         | Tijd      |
| Witte trui          | Alexander Kristoff | Katjoesja                     | 12u01'03" |
| 2                   | Stijn Devolder     | Trek Factory Racing           | + 22"     |
| 3                   | Lars Bak           | Lotto Soudal                  | + 23"     |
| 4                   | Sean De Bie        | Lotto Soudal                  | + 26"     |
| 5                   | Sven Erik Bystrøm  | Katjoesja                     | + 32"     |
| 6                   | Elia Viviani       | Team Sky                      | + 54"     |
| 7                   | André Greipel      | Lotto Soudal                  | + 56"     |
| 8                   | Gerry Druyts       | Vastgoedservice-Golden Palace | z.t.      |
| 9                   | Sacha Modolo       | Lampre-Merida                 | + 58"     |
| 10                  | Stefan Küng        | BMC Racing Team               | z.t.      |
|                     |                    |                               |           |
| 11                  | Raymond Kreder     | Roompot Oranje Peloton        | z.t.      |

### 3e etappe deel B
| De Panne – De Panne (14,2 km (ITT)) |                          |                     |        |
| Plaats                              | Naam                     | Ploeg               | Tijd   |
| Winnaar                             | Bradley Wiggins          | Team Sky            | 17'49" |
| 2                                   | Stefan Küng              | BMC Racing Team     | + 10"  |
| 3                                   | Alexander Kristoff       | Katjoesja           | + 18"  |
| 4                                   | Guillaume Van Keirsbulck | Etixx-Quick Step    | z.t.   |
| 5                                   | Stijn Devolder           | Trek Factory Racing | + 19"  |
| 6                                   | Jesse Sergent            | Trek Factory Racing | + 28"  |
| 7                                   | Luke Durbridge           | Orica-GreenEdge     | + 31"  |
| 8                                   | Julien Vermote           | Etixx-Quick Step    | + 34"  |
| 9                                   | Yves Lampaert            | Etixx-Quick Step    | + 35"  |
| 10                                  | Jens Mouris              | Orica-GreenEdge     | + 41"  |

## Eindklassementen
| Plaats     | Naam               | Ploeg                  | Tijd      |
| ---------- | ------------------ | ---------------------- | --------- |
| Witte trui | Alexander Kristoff | Katjoesja              | 12u19'10" |
| 2          | Stijn Devolder     | Trek Factory Racing    | + 23"     |
| 3          | Bradley Wiggins    | Team Sky               | + 42"     |
| 4          | Stefan Küng        | BMC Racing Team        | + 50"     |
| 5          | Sean De Bie        | Lotto Soudal           | + 58"     |
| 6          | Lars Bak           | Lotto Soudal           | + 59"     |
| 7          | Luke Durbridge     | Orica-GreenEdge        | + 1'13"   |
| 8          | Julien Vermote     | Etixx-Quick Step       | + 1'16"   |
| 9          | Yves Lampaert      | Etixx-Quick Step       | + 1'17"   |
| 10         | André Greipel      | Lotto Soudal           | + 1'20"   |
| 11         | Elia Viviani       | Team Sky               | + 1'21"   |
| 12         | Dmitri Groezdev    | Astana                 | + 1'26"   |
| 13         | Sven Erik Bystrøm  | Katjoesja              | + 1'30"   |
| 14         | Aleksej Loetsenko  | Astana                 | + 1'32"   |
| 15         | Boris Vallée       | Lotto Soudal           | + 1'33"   |
| 16         | Matthieu Ladagnous | FDJ                    | + 1'34"   |
| 17         | Christian Knees    | Team Sky               | + 1'36"   |
| 18         | Frederik Backaert  | Wanty-Groupe Gobert    | + 1'40"   |
| 19         | Sonny Colbrelli    | Bardiani CSF           | + 1'41"   |
| 20         | Antoine Duchesne   | Europcar               | + 1'47"   |
|            |                    |                        |           |
| 29         | Raymond Kreder     | Roompot Oranje Peloton | + 2'29"   |

| Plaats      | Naam               | Ploeg                  | Punten |
| ----------- | ------------------ | ---------------------- | ------ |
| Groene trui | Alexander Kristoff | Katjoesja              | 58     |
| 2           | Sacha Modolo       | Lampre-Merida          | 27     |
| 3           | Stijn Devolder     | Trek Factory Racing    | 22     |
|             |                    |                        |        |
| 4           | Raymond Kreder     | Roompot Oranje Peloton | 19     |

| Plaats    | Naam               | Ploeg                       | Punten |
| --------- | ------------------ | --------------------------- | ------ |
| Rode trui | Jarl Salomein      | Topsport Vlaanderen-Baloise | 40     |
| 2         | Michael Reihs      | Cult Energy                 | 20     |
| 3         | Tim De Troyer      | Wanty-Groupe Gobert         | 19     |
|           |                    |                             |        |
| 10        | Michael Vingerling | 3M                          | 2      |

| Plaats      | Naam               | Ploeg                         | Tijd |
| ----------- | ------------------ | ----------------------------- | ---- |
| Blauwe trui | Michael Vingerling | 3M                            | 9    |
| 2           | Gerry Druyts       | Vastgoedservice-Golden Palace | 4    |
| 3           | Lars Bak           | Lotto Soudal                  | 3    |

| Plaats | Ploeg                  | Tijd      |
| ------ | ---------------------- | --------- |
|        | Lotto Soudal           | 37u00'17" |
| 2      | Trek Factory Racing    | + 45"     |
| 3      | Etixx-Quick Step       | + 46"     |
|        |                        |           |
| 14     | Roompot Oranje Peloton | + 11'24"  |

## Klassementenverloop
| Etappe       | Winnaar            | Algemeen klassement · | Puntenklassement · | Bergklassement · | Rushesklassement · | Ploegenklassement · |
| ------------ | ------------------ | --------------------- | ------------------ | ---------------- | ------------------ | ------------------- |
| 1            | Alexander Kristoff | Alexander Kristoff    | Alexander Kristoff | Jarl Salomein    | Lars Bak           | Lotto Soudal        |
| 2            | Alexander Kristoff | Alexander Kristoff    | Alexander Kristoff | Jarl Salomein    | Michael Vingerling | Lotto Soudal        |
| 3a           | Alexander Kristoff | Alexander Kristoff    | Alexander Kristoff | Jarl Salomein    | Michael Vingerling | Lotto Soudal        |
| 3b           | Bradley Wiggins    | Alexander Kristoff    | Alexander Kristoff | Jarl Salomein    | Michael Vingerling | Lotto Soudal        |
| 0Eindstanden | 0Eindstanden       | Alexander Kristoff    | Alexander Kristoff | Jarl Salomein    | Michael Vingerling | Lotto Soudal        |

1977 · 1978 · 1979 · 1980 · 1981 · 1982 · 1983 · 1984 · 1985 · 1986 · 1987 · 1988 · 1989 · 1990 · 1991 · 1992 · 1993 · 1994 · 1995 · 1996 · 1997 · 1998 · 1999 · 2000 · 2001 · 2002 · 2003 · 2003 · 2004 · 2005 · 2006 · 2007 · 2008 · 2009 · 2010 · 2011 · 2012 · 2013 · 2014 · 2015 · 2016 · 2017 · 2018 · 2019 · 2020 · 2021 · 2022 · 2023 · 2024

Lijst van beklimmingen
Etappewedstrijden

 Ster van Bessèges · 
 Ronde van de Algarve · 
 Ruta del Sol · 
 Ronde van de Haut-Var · 
 Driedaagse van West-Vlaanderen · 
 Internationale Wielerweek · 
 Internationaal Wegcriterium · 
 Driedaagse van De Panne-Koksijde · 
 Ronde van de Sarthe · 
 Ronde van Castilië en León · 
 Ronde van Trentino · 
 Ronde van Kroatië · 
 Ronde van Turkije · 
 Ronde van Yorkshire · 
 Ronde van Asturië · 
 Vierdaagse van Duinkerke · 
 Ronde van Azerbeidzjan · 
 Ronde van Madrid · 
 Ronde van Beieren · 
 Ronde van Picardië · 
 Ronde van Noorwegen · 
 World Ports Classic · 
 Tour des Fjords · 
 Ronde van Estland · 
 Ronde van België · 
 Ronde van Luxemburg · 
 Boucles de la Mayenne · 
 Ster ZLM Toer · 
 Ronde van Slovenië · 
 Route du Sud · 
 Sibiu Cycling Tour · 
 Ronde van Oostenrijk · 
 Ronde van Wallonië · 
 Ronde van Portugal · 
 Ronde van Burgos · 
 Ronde van Denemarken · 
 Ronde van de Ain · 
 Ronde van Tsjechië · 
 Arctic Race of Norway · 
 Ronde van de Limousin · 
 Ronde van Poitou-Charentes · 
 Ronde van Groot-Brittannië · 
 Ronde van Gévaudan Languedoc-Roussillon · 
 Eurométropole Tour
Eendaagse wedstrijden

 Trofeo Santanyí-Ses Salines-Campos · 
 Trofeo Andratx-Mirador d'Es Colomer · 
 Trofeo Serra de Tramuntana · 
 Trofeo Playa de Palma-Palma · 
 GP La Marseillaise · 
 Grote Prijs van de Etruskische Kust · 
 Ronde van Murcia · 
 Clásica de Almería · 
 Trofeo Laigueglia · 
 Omloop Het Nieuwsblad · 
 Classic Sud Ardèche · 
 GP Lugano · 
 La Drôme Classic · 
 Kuurne-Brussel-Kuurne · 
 Le Samyn · 
 Strade Bianche · 
 Ronde van Drenthe · 
 Dwars door Drenthe · 
 Nokere Koerse · 
 GP Nobili Rubinetterie · 
 Handzame Classic · 
 Ronde van Zeeland Seaports · 
 Classic Loire-Atlantique · 
 Grote Prijs van Cholet-Pays de Loire · 
 Dwars door Vlaanderen · 
 Classica Corsica · 
 Route Adélie de Vitré · 
 Grote Prijs Miguel Indurain · 
 Volta Limburg Classic · 
 Ronde van La Rioja · 
 Parijs-Camembert · 
 Scheldeprijs · 
 Klasika Primavera · 
 Brabantse Pijl · 
 GP Denain · 
 Ronde van de Finistère · 
 Tro Bro Léon · 
 La Roue Tourangelle · 
 Ronde van de Apennijnen · 
 Grote Prijs van de Somme · 
 Grote Prijs van Plumelec · 
 ProRace Berlin · 
 Boucles de l'Aulne · 
 GP Kanton Aargau · 
 Ronde van Keulen · 
 Ronde van Limburg · 
 Velothon Wales · 
 Halle-Ingooigem · 
 Trofeo Matteotti · 
 GP Cerami · 
 GP Industria & Artigianato-Larciano · 
 Prueba Villafranca de Ordizia · 
 Ronde van Toscane · 
 Circuito de Getxo · 
 Polynormande · 
 RideLondon Classic · 
 GP Stad Zottegem · 
 Arnhem-Veenendaal Classic · 
 GP Jef Scherens · 
 Druivenkoers Overijse · 
 Schaal Sels · 
 Brussels Cycling Classic · 
 GP Fourmies · 
 Velothon Stockholm · 
 Ronde van de Doubs · 
 Coppa Bernocchi · 
 Coppa Agostoni · 
 GP van Wallonië · 
 Kampioenschap van Vlaanderen · 
 Memorial Marco Pantani · 
 Grote Prijs Impanis-Van Petegem · 
 GP van Isbergues · 
 GP Industria & Commercio di Prato · 
 Omloop van het Houtland · 
 Duo Normand · 
 Ronde van de Drie Valleien · 
 Milaan-Turijn · 
 Ronde van Piemonte · 
 Ronde van het Münsterland · 
 Ronde van de Vendée · 
 Memorial Frank Vandenbroucke · 
 Coppa Sabatini · 
 Parijs-Bourges · 
 Ronde van Emilia · 
 GP Beghelli · 
 Parijs-Tours · 
 Nationale Sluitingsprijs · 
 Chrono des Nations